# West Ogwell
West Ogwell är en by i civil parish Ogwell, i distriktet Teignbridge, i grevskapet Devon i England. Byn är belägen 4 km från Newton Abbot. West Ogwell var en civil parish fram till 1894 när blev den en del av Ogwell. Civil parish hade 39 invånare år 1891.